# Thuridilla lineolata
Espèce
Thuridilla lineolata une espèce de mollusques gastéropodes sacoglosses de la famille des Plakobranchidae.

## Distribution
Cette espèce se rencontre dans la zone tropicale occidentale Pacifique, en Indonésie principalement et aux Philippines. 

## Habitat
Son habitat correspond à la zone récifale externe, sur les platiers et dans les lagons en eau peu profonde.

## Description
Cette espèce peut mesurer jusqu'à 30 mm. 
Le corps est allongé et recouvert dans le sens de la longueur par le repli des parapodes latéraux.
Le manteau est bleu vif et les bords des parapodes sont encadrés par deux lignes: une noire et une orange du côté externe.
Les rhinophores lisses ainsi que la cavité buccale sont également marqués d'une ligne noire et d'une bande orange.

## Éthologie
Cette Thuridilla est benthique et diurne, elle se déplace à vue sans crainte d'être prise pour une proie de par la présence de glandes défensives réparties dans les tissus du corps.

## Alimentation
Thuridilla lineolata se nourrit d'algues.